# Adiantum incertum
Adiantum incertum là một loài thực vật có mạch trong họ Adiantaceae. Loài này được Lindm. miêu tả khoa học đầu tiên năm 1903.